# Kanton Colombey-les-Belles
Colombey-les-Belles is een  voormalig kanton van het Franse departement Meurthe-et-Moselle. Het kanton maakte deel uit van het arrondissement Toul. Op 22 maart 2015 is het kanton opgeheven en zijn de gemeenten ingedeeld bij het op diezelfde dag opgerichte kanton Meine au Saintois.

## Gemeenten
Het kanton Colombey-les-Belles omvatte de volgende gemeenten:
- Aboncourt
- Allain
- Allamps
- Bagneux
- Barisey-au-Plain
- Barisey-la-Côte
- Battigny
- Beuvezin
- Colombey-les-Belles (hoofdplaats)
- Courcelles
- Crépey
- Dolcourt
- Favières
- Fécocourt
- Gélaucourt
- Gémonville
- Germiny
- Gibeaumeix
- Grimonviller
- Mont-l'Étroit
- Pulney
- Saulxerotte
- Saulxures-lès-Vannes
- Selaincourt
- Thuilley-aux-Groseilles
- Tramont-Émy
- Tramont-Lassus
- Tramont-Saint-André
- Uruffe
- Vandeléville
- Vannes-le-Châtel